# Aichamühle (Vorderbreitenthann)
Aichamühle war ein Gemeindeteil der ehemaligen Gemeinde Vorderbreitenthann im Landkreis Feuchtwangen (Mittelfranken, Bayern). Aichamühle lag in der Gemarkung Vorderbreitenthann.

## Geografie
Die Einöde lag auf einer Höhe von 464 m ü. NHN am Aichabach (im Unterlauf Schönbach genannt), einem linken Zufluss der Sulzach. Neben dem Mühlgebäude mit eigener Hausnummerierung gab es noch vier Nebengebäude. Zu dem Anwesen gehörten ein kleiner Teich und einige Hektar Ackerland. 200 Meter westlich des Ortes lag das Waldgebiet Kreuzschlag.

## Geschichte
Aichamühle lag im Fraischbezirk des ansbachischen Oberamtes Feuchtwangen. Die Mahlmühle hatte das Stiftsverwalteramt Feuchtwangen als Grundherrn. Von 1797 bis 1808 unterstand der Ort dem Justiz- und Kammeramt Feuchtwangen.
Mit dem Gemeindeedikt (frühes 19. Jahrhundert) wurde Aichamühle dem Steuerdistrikt Tauberschallbach und der Ruralgemeinde Vorderbreitenthann zugeordnet. 1922 wurde das letzte Gebäude abgebrochen.
Aichamühle war nach Feuchtwangen gepfarrt und gehörte zum Schulsprengel Tauberschallbach.

## Einwohnerentwicklung
| Jahr      | 001818 | 001840 | 001861 | 001871 | 001885 | 001900 | 001925 |
| Einwohner | 5      | 4      | 8      | 10     | 10     | 4      | 0      |
| Häuser    | 1      | 1      |        |        | 2      | 2      | 1      |
| Quelle    | [ 8 ]  | [ 9 ]  | [ 10 ] | [ 11 ] | [ 12 ] | [ 13 ] | [ 14 ] |

## Weblink
- Aichamühle in der Ortsdatenbank des bavarikon, abgerufen am 19. August 2021.